# Stico
Stico és una pel·lícula còmica espanyola de 1985 dirigida per Jaime de Armiñán sobre un professor de Dret Romà descontent amb la seva vida que s'ofereix com esclau a un antic alumne a canvi de menjar i allotjament. Es va presentar en la 35è Festival Internacional de Cinema de Berlín, on Fernando Fernán Gómez va guanyar l'Ós de Plata al millor actor.

## Argument
Leopoldo Contreras, catedràtic emèrit de Dret Romà, té greus problemes econòmics i les seves traduccions dels autors clàssics no li donen prou per viure i ha hagut de vendre el seu pis. Per a remeiar la seva situació s'ofereix com a esclau a un antic alumne, Gonzalo, a canvi de casa i menjar amb l'asquer de la biblioteca. Tot i que d'antuvi Gonzalo accepta finalment es troba incòmode amb aquesta situació.

## Repartiment
- Fernando Fernán Gómez - Don Leopoldo Contreras de Tejada (Stico)
- Agustín González - Gonzalo Bárcena
- Carme Elias - María
- Amparo Baró - Felisa
- Mercedes Lezcano - Margarita
- Manuel Zarzo - Claudio
- Beatriz Elorrieta
- Manuel Torremocha
- Toa Torán
- Sandra Milhaud
- Bárbara Escamilla
- Vanesa Escamilla
- Manuel Galiana - Luis Cuartero

## Recepció
La revista Fotogramas descriu la pel·lícula com "una rondalla que va quedar quelcom desdibuixada" però que també té " la suficient habilitat com per aguantar la història amb dignitat".